# 博多ほのぼの劇場
『博多ほのぼの劇場』（はかたほのぼのげきじょう）は、KBCラジオのスポット枠で放送される交通安全啓発のラジオドラマ。

## 概要
主に、ほのぼの一家とご近所さんが交通安全を題材としたストーリーを展開する。KBCラジオ交通安全キャンペーンとして放送され、創価学会が協賛している。

## 放送時刻
- 平日
  - 6：29頃、9：59頃、17：29頃、21：59頃
- 土曜日
  - 7：24頃、10：14頃、11：39頃、17：39頃
- 日曜日
  - 6：14頃、7：57頃、12：29頃、17：29頃、21：59頃

## 登場人物

### ほのぼの一家
お父さん
博多ほのぼの商店街で青果店を営んでいる。趣味はカラオケ。
お母さん
ほのぼの一家の中心人物。趣味は緑のおばさん。
エリ
元来はおっとりタイプだったが、結婚して年を取るごとに性格がお母さんそっくりになった。
トオル
社内恋愛でエリと結婚した。天下無双の親バカぶりを発揮している。
アキラ
父親に反発してミュージシャンを目指して家出している。あきこ先生に片思いしている。
あきこ先生
ほのぼの小学校の国語教師。交通安全部の顧問。
美咲
ほのぼの中学校の2年生。交通安全部の創始者。
メグル
生まれながらにして交通安全の意識が身についている。